# 派翠克·墨菲 (佛罗里达州政治人物)
派翠克·埃林·墨菲（英語：Patrick Erin Murphy；1983年3月30日—）是美國的一位政治人物，黨籍是民主黨。他現在是佛羅里達州第十八國會選區選出的眾議員。派翠克·墨菲是在2012年的眾議院選舉中當選成為眾議院議員，又參與了2016年佛羅里達州美國參議院議員選舉。